# Finarsih
Aadjijatmiko „Christina“ Finarsih (* 8. Februar 1972 in Yogyakarta) ist eine ehemalige indonesische Badmintonspielerin. Sie wurde 1994 und 1996 Weltmeisterin mit der indonesischen Damenmannschaft.

## Karriere
Finarsih gewann eine Reihe internationaler Titel in den 1990er Jahren, die meisten im Damendoppel mit Lili Tampi. Beide siegten bei den Dutch Open 1993, dem World Badminton Grand Prix 1993, den Indonesia Open 1993 und 1994, den Chinese Taipei Open 1994 und dem Badminton-Weltcup 1994 und 1995. Finarsih und Tampi gewannen ebenfalls die Silbermedaille bei der Badminton-Weltmeisterschaft 1993 in Lausanne. Bei Olympia 1992 wurden beide Fünfte, 1996 Neunte.
Finarsih gewann des Weiteren 1996 Gold bei den Asienspielen mit Eliza Nathanael.

## Referenzen
- Finarsih in der Datenbank von Olympedia.org (englisch)
- hidupkatolik.com

| Personendaten    | Personendaten                               |
| ---------------- | ------------------------------------------- |
| NAME             | Finarsih                                    |
| ALTERNATIVNAMEN  | Finarsih, Aadjijatmiko; Finarsih, Christina |
| KURZBESCHREIBUNG | indonesische Badmintonspielerin             |
| GEBURTSDATUM     | 8. Februar 1972                             |
| GEBURTSORT       | Yogyakarta                                  |